# 共享

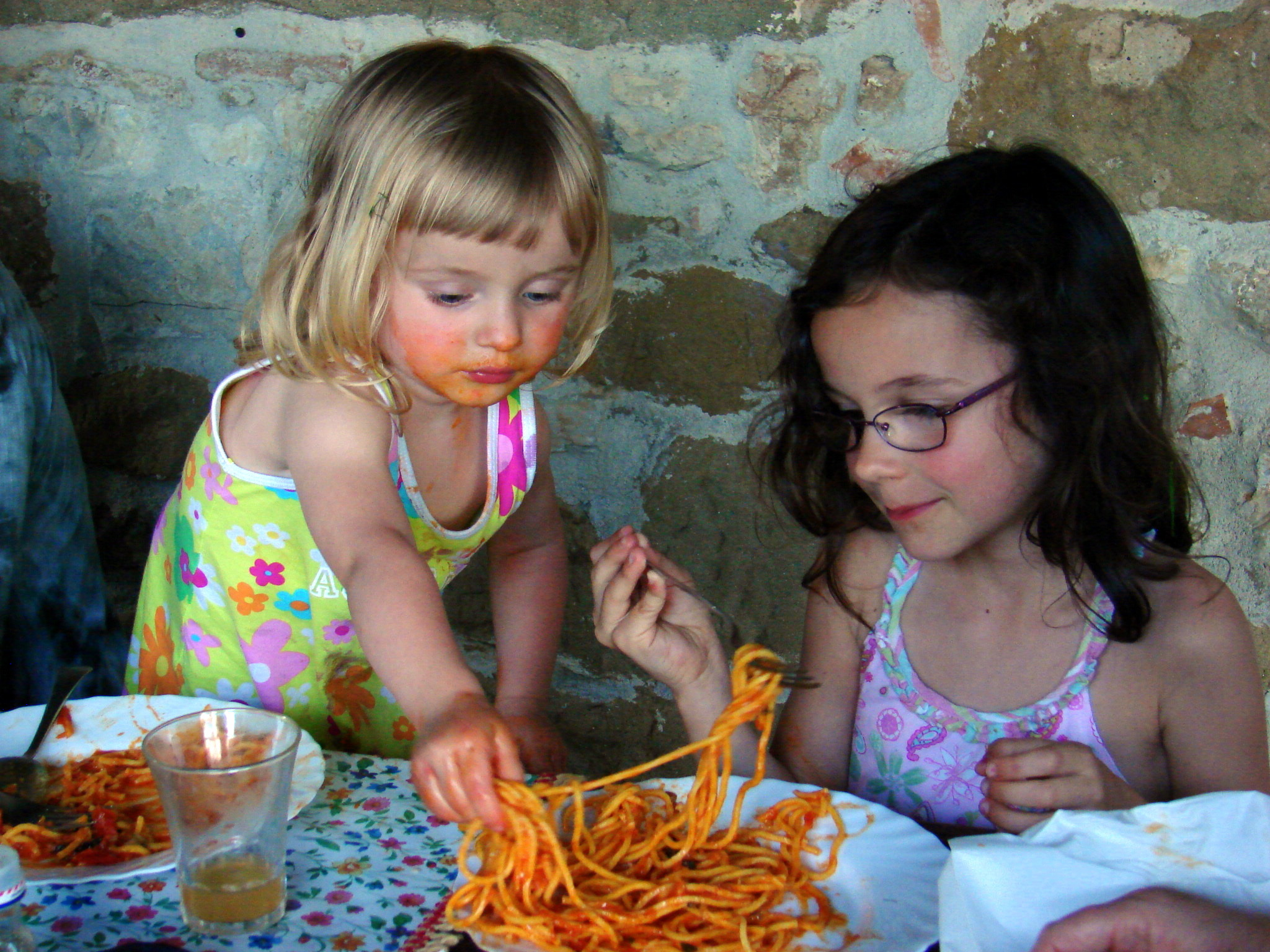
分享食物

分享或共同分享（简称共享），是指资源或空间的共同分享及利用。現在，互联网的许多领域，例如BT、開放式源碼、維基百科等，共享已经成为一种精神。此外，创作共用的GNU協議也是依共享的概念而創造。
共享屬於禮物經濟，同時也是市場經濟的範圍。如：汽車共享、公共自行车、公共图书馆、資訊共享空間。
共享也有合法分享的意思，如共享軟件、免费游戏等。他們不受版權法所限制，可任意分享、下載。
共享机制，通过共同拥有的资产或权益，获取的收益由集体成员共享